# Eleccions municipals de València de 1983
Les eleccions municipals de València de 1983 van ser les segones eleccions municipals del període democràtic segons l'ordenament jurídic de la Constitució Espanyola de 1978 i van correspondre a la IIa Legislatura municipal espanyola. Es van celebrar el diumenge 8 de maig de 1983 i els electors van triar 33 regidors per a la corporació municipal.
Aquestes eleccions van suposar la victòria del Partit Socialista del País Valencià-PSOE per majoria absoluta amb un 48,42 per cent dels vots i 18 escons front a la Coalició Popular integrada per Aliança Popular i la Unió Valenciana que amb un 36,8 per cent dels vots obtingué 13 escons, quedant segona. La Unió de Centre Democràtic que en les darreres eleccions del 1979 va guanyar els comicis obtenint 13 escons no es va presentar en aquesta ocasió. En tercer lloc va restar el Partit Comunista d'Espanya-Partit Comunista del País Valencià, que amb un 7,5 per cent dels vots només obtingué 2 escons, empitjorant els anteriors resultats de 1979, on n'aconseguí 6.
La Unió Regional Valenciana, partit que als anteriors comicis va obtindre representació amb un escó, en aquesta ocasió va perdre el seu regidor, ja que només va rebre un 1,23 per cent dels vots. També es presentaren partits com la Unitat del Poble Valencià que rebé només un 1,48 per cent dels vots o el Centre Democràtic i Social, partit successor de l'UCD que tot i això només va obtindre un 1,91 per cent dels vots sense obtindre representació.
Els socialistes van guanyar a tots els districtes del de la ciutat excepte als quatre districtes de la zona centre que són Ciutat Vella, l'Eixample, Extramurs i el Pla del Real on s'imposà la coalició dretana. Els socialistes van aconseguir els millors resultats als districtes de Pobles de l'Oest, Rascanya, Benicalap, Poblats Marítims i Camins al Grau. Els conservadors a Ciutat Vella i l'Eixample. Els candidats comunistes no van aconseguir imposarse en cap districte, encara que la llista comunista va ser la més votada a la pedania costera de Pinedo, al districte de Pobles del Sud.
El candidat del PSOE, Ricard Pérez Casado va ser reelegit Alcalde de València per majoria absoluta amb els vots del grup municipal socialista.

## Situació prèvia
L'anterior Alcalde, en Ferran Martínez Castellano que havia estat elegit en març de 1979 va haver de renunciar al càrrec només sis mesos després per disputes internes amb el seu partit, del qual va ser expulsat i dimití sota acusacions de desfasaments en els pressupostos del PSPV valencià. En octubre del mateix any, el número 2 en les llistes municipals del PSPV, Ricard Pérez Casado, va ser elegit nou Alcalde de València amb els vots del seu grup i del grup comunista. Pérez Casado es presentà a les següents eleccions de 1983 i 1987 sent alcalde fins al 1989, any que dimití. Per altra banda, el partit guanyador de les darreres eleccions de 1979, la Unió de Centre Democràtic, es va dissoldre l'any 1982 i tot i que els seus regidors van acabar la legislatura, el partit no es va tornar a presentar.

## Candidatures

### Partit Socialista del País Valencià-PSOE
- Candidat a alcaldable: Ricard Pérez Casado

### Coalició Popular
- Candidat a alcaldable: Martín Quirós

### Partit Comunista d'Espanya
- Candidat a alcaldable: Juan Pedro Zamora Suárez

## Sistema electoral
El Consell Municipal de València és l'organisme de primer ordre de govern del municipi de València i està compost per l'Alcalde, el govern municipal i la resta de regidors electes. Les eleccions municipals es realitzen per sufragi universal, que permet votar a tots els ciutadans de més de 18 anys, empadronats al municipi de València i que tenen l'absolut manteniment dels seus drets civils i polítics.
Els regidors són triats per la Regla D'Hondt en llistes electorals tancades i per representació proporcional amb una tanca electoral del 5 per cent dels vots, inclosos les paperetes en blanc. Els partits que no aconseguisquen el 5 per cent dels vots no obtindran representació a la cambra municipal.
L'Alcalde es triat pels regidors electes. Segons la llei electoral, si no hi haguera una majoria clara per investir l'alcalde, s'investiria el candidat de la candidatura més votada.
La llei electoral preveu que els partits, coalicions, federacions i agrupacions d'electors puguen presentar llistes amb els seus candidats. Les Agrupacions d'Electors hauran de presentar les signatures d'un 0,1 per cent dels electors empadronats al municipi durant els mesos previs a les eleccions. Els electors poden firmar en més d'una de les llistes de cada candidatura. Actualment, els partits i coalicions que volen presentar-se a les eleccions ho han de comunicar a les autoritats competents (Junta Electoral) en un termini de 10 dies des de l'anunci de convocatòria d'eleccions.

## Sondatges
| Sondeig                             | Sondeig     |       |     |     |
| ----------------------------------- | ----------- | ----- | --- | --- |
| Sofemasa/El País, 1 de maig de 1983 | Percentatge | 51,2% | 17% | 11% |
| Sofemasa/El País, 1 de maig de 1983 | Escons      | 21/22 | 7/8 | 4/5 |

## Resultats
|                |                                                                          |         |       |        |        |        |
| Candidatures   | Candidatures                                                             | Vots    | Vots  | Vots   | Escons | Escons |
| Candidatures   | Candidatures                                                             | Vots    | %     | ±pp    | Total  | +/−    |
|                | Partit Socialista Obrer Espanyol (PSPV-PSOE)                             | 186,445 | 48.83 | +12.72 | 18     | +5     |
|                | Coalició Popular (AP-PDP-UV-UL)                                          | 141,689 | 37.11 | Nou    | 13     | +13    |
|                | Partit Comunista d'Espanya-Partit Comunista del País Valencià (PCE-PCPV) | 28,863  | 7.56  | –8.40  | 2      | –4     |
|                |                                                                          |         |       |        |        |        |
|                | Centre Democràtic i Social (CDS)                                         | 7,360   | 1.93  | New    | 0      | ±0     |
|                | Unitat del Poble Valencià (UPV)¹                                         | 5,685   | 1.49  | +0.31  | 0      | ±0     |
|                | Unió Regional Valenciana (URV)                                           | 4,717   | 1.24  | –3.87  | 0      | –1     |
|                | Partit Demòcrata Liberal (PDL)                                           | 3,225   | 0.84  | Nou    | 0      | ±0     |
|                | Organització Independent Valenciana (OIV)                                | 1,651   | 0.43  | Nou    | 0      | ±0     |
|                | Coalició de Lluita Popular (CLP)                                         | 523     | 0.14  | Nou    | 0      | ±0     |
|                | Unió de Centre Democràtic (UCD)                                          | n/a     | n/a   | –36.76 | 0      | –13    |
| Blanc          | Blanc                                                                    | 1,656   | 0.43  | +0.11  |        |        |
|                |                                                                          |         |       |        |        |        |
| Total          | Total                                                                    | 381,814 |       |        | 33     | ±0     |
|                |                                                                          |         |       |        |        |        |
| Vots vàlids    | Vots vàlids                                                              | 381,814 | 98.74 | +0.18  |        |        |
| Vots invàlids  | Vots invàlids                                                            | 4,885   | 1.26  | –0.18  |        |        |
| Participació   | Participació                                                             | 386,699 | 69.92 | +7.58  |        |        |
| Abstencions    | Abstencions                                                              | 166,368 | 30.08 | –7.58  |        |        |
| Cens electoral | Cens electoral                                                           | 553,067 |       |        |        |        |
|                |                                                                          |         |       |        |        |        |
| Fonts          |                                                                          |         |       |        |        |        |

## Votació de l'Alcalde
| Resultat de la votació d'investidura de l'Alcalde de València Majoria absoluta: 17/33 |                                                        |                              |    |    |   |         |
| Candidat                                                                              | Data                                                   | Vot                          |    |    |   | Total   |
| Ricard Pérez Casado (PSPV-PSOE)                                                       | 23 de maig de 1983 Majoria requerida: Absoluta (17/33) | 1                            | 18 |    |   | 18 / 33 |
| Ricard Pérez Casado (PSPV-PSOE)                                                       | 23 de maig de 1983 Majoria requerida: Absoluta (17/33) | No                           |    | 13 | 2 | 15 / 33 |
| Ricard Pérez Casado (PSPV-PSOE)                                                       | 23 de maig de 1983 Majoria requerida: Absoluta (17/33) | Font: Ajuntament de València |    |    |   |         |